# حجم حبيبات التربة
حجم حبيبات التربة (بالإنجليزية: Particle size or grain size)‏ يعبر عن قطر حبيبات التربة، وتستعمل نسب التوزيع الحجمي للحبيبات كطريقة لتحديد قوام التربة.